# Aargauer Literaturpreis
Der Aargauer Literaturpreis wurde 1978 von der Aargauischen Kantonalbank anlässlich des 175-Jahr-Jubiläums des Kantons Aargau gestiftet und bis 2006 alle zwei Jahre von einer Jury an einen Autor oder an eine Autorin mit Bezug zum Kanton Aargau vergeben. Er war mit 25'000 Schweizer Franken dotiert. 2007 beschloss die Aargauer Kantonalbank, fortan auf die Preisvergabe zu verzichten, da sie Probleme habe geeignete Schriftsteller zu finden.

## Preisträger (Auswahl)
- 1978: Jean-Rodolphe von Salis
- 1980: Erika Burkart
- 1984: Hermann Burger[3]
- 1986: Hansjörg Schneider[4]
- 1988: Martin R. Dean
- 1990: Willi Gautschi
- 1992: Klaus Merz[5]
- 1994: Anton Krättli[6]
- 1996: Matthias Zschokke[7]
- 1998: Margrit Schriber[8]
- 2000: Ernst Halter[1]
- 2002: Pirmin Meier[9]
- 2004: Anna Felder[10][11]
- 2006: Christian Haller[12]